# Agustín Drake Aldama
Agustín Drake Aldama (Matanzas; 1 de septiembre de 1934-Matanzas; 4 de agosto de 2022) fue un escultor, pintor, dibujante y diseñador gráfico cubano.

## Exposiciones personales
Entre sus exposiciones personales podemos citar en 1971 realiza una muestra de su obra en la Galería de Arte de Matanzas, Cuba. En 1981 Anasy Antananarivo, Madagascar y en el mismo año expone en el Museu Nacional de Arte, Maputo, Mozambique. Su obra forma parte de la colección del Museo de Arte de Matanzas.

## Exposiciones colectivas
En los años 1954, 1955, 1956, 1959, 1964 expone en muestras colectivas en el Museo Nacional de Bellas Artes. En 1976 Museo de Arte Moderno “La Tertulia”, Cali, Colombia y en 1989 en el Centro D’Arte “Il Meloziano”, Génova, Italia

## Premios
Entre los premios recibidos durante su carrera se encuentran en 1983 el Premio V Salón Provincial de Artes Plásticas, Galería de Arte, Matanzas
En 1986, Premio en Escultura, VIII Salón Provincial “El Arte es un Arma de la Revolución”, Galería de Arte, Matanzas, Cuba.